# نیک تیت
نیک تیت (انگلیسی: Nick Tate؛ زادهٔ ۱۸ ژوئن ۱۹۴۲) یک هنرپیشه و صداپیشه اهل استرالیا است.
از فیلم‌ها یا برنامه‌های تلویزیونی که وی در آن نقش داشته است می‌توان به مردی برای تمام فصول، هوک، نبرد بریتانیا، آزادی را فریاد کن، فضا: ۱۹۹۹، فریادی در تاریکی، آدمکش ویژه، بستری از گل‌های رز و سالی که صدای من شکست اشاره کرد.